# Club Universitario de Deportes (tenis de mesa)
La sección de tenis de mesa del Club Universitario de Deportes nace en 1971, siendo una de las disciplinas históricas del club. Pese a su tradición, la disciplina fue desactivada en 1980 debido a problemas económicos y cambios en la administración del club. Debido a los años de crisis dentro de la institución, el deporte se mantuvo lejos de ser practicado en el club, hasta su reactivación en el año 2023.

## Historia
En sesión de la junta directiva del 21 de diciembre de 1971, se aprobó la inscripción de la U en la Liga de Ping Pong, dejando a cargo de la comisión al ingeniero Francisco Zariquiey. Ante ello, la gran mayoría de los seleccionados nacionales decidieron cambiarse al club crema para esa temporada.
Durante la década de 1970, Universitario cosechó una gran cantidad de títulos, tanto de manera individual como de manera grupal, resaltando los cuatro títulos del Campeonato Sudamericano de Clubes, obtenidos de manera consecutiva entre 1973 y 1976, de la rama masculina.
En el título de 1974, se jugó de local porque el torneo fue organizado en Lima para conmemorar los 50 años de fundación de Universitario, se jugó el partido definitorio contra Deportivo Mercurio de Chile, con um triunfo por 5-0. El equipo estuvo conformado por: José Viacaba, Mario Huirse, Walter Arrunátegui, Giancarlo y Ezio Scottini, Daniel Ramírez, Eduardo Sánchez, Luis Altez, Jorge Palacios y Alfonso Villar.
Lamentablemente, todo el avance en títulos y prestigio obtenido durante esta década se vería abruptamente cortado por la muerte del ingeniero Zariquiey en 1980. Esta muerte coincidió con la posesión de una nueva junta directiva en mayo de 1980, lo que hizo que la disciplina fuera desactivada por tener una cantidad alarmante de problemas económicos que se arrastraba desde temporadas pasadas.
En octubre de 2023, viviendo mejores épocas económicas, el club decide reactivar la disciplina de tenis de mesa con la creación de la Escuela Polideportiva de Tenis de Mesa, teniendo como sede al Estadio Lolo Fernández. Como una prueba, a lo largo de ese año, se realizaron torneos relámpagos para medir el entusiasmo de socios e hinchas hacia el deporte.

## Palmarés

### Rama masculina
- Campeonato Sudamericano de Clubes (4): 1973, 1974, 1975 y 1976.
- Campeonato Naciomnal de Clubes (8): 1972, 1973, 1974, 1975, 1976, 1977, 1978 y 1979.
- Campeonato Sudamericano Individual de Mayores (1): José Viacaba en 1974.
- Campeonato Nacional Individual de Mayores (3): Walter Arrunátegui en 1973, José Viacaba en 1974 y César Luque en 2024.[5]
- Campeonato Nacional Individual de Juveniles (1): Giancarlo Scottini en 1974.
- Campeonato Nacional Individual de Menores (1): Ezio Scottini en 1974.

### Rama femenina
- Campeonato Sudamericano Dobles de Mayores (1): Patricia Chong en 1973.
- Sucampeonato del Campeonato Sudamericano de Clubes (1): 1973.
- Campeonato Nacional Individual de Mayores (1): Guadalupe Gómez Sánchez en 2023.[6]